# Populus euphratica
Populus euphratica (choupo-do-eufrates) é uma espécie de árvore do gênero populus, pertencente à família Salicaceae. Se encontra principalmente na parte nordeste da África, sudoeste da Ásia e subcontinente indiano.